# Limenitis sydyi
Limenitis sydyi är en fjärilsart som beskrevs av Lederer 1853. Limenitis sydyi ingår i släktet Limenitis och familjen praktfjärilar. Inga underarter finns listade i Catalogue of Life.